# Рандхава, Кулджит
Кулджи́т Кау́р Рандха́ва (англ. Kuljeet Kaur Randhava; 1 января 1976, Патиала, Индия — 8 февраля 2006, Мумбаи, Индия) — индийская телевизионная актриса
 и фотомодель.

## Биография
Кулджит была успешной индийской актрисой и фотомоделью начала 2000-х годов.
8 февраля 2006 года, спустя месяц после своего 30-летнего юбилея, Кулджит покончила жизнь самоубийством, повесившись у себя дома в Джуху (Мумбаи, Индия). В своей предсмертной записке она объяснила своё решение тем, что она не в состоянии бороться с жизненными трудностями. Незадолго до смерти Рандхава завершила работу в фильме «Случайно». Полутора годами ранее близкая подруга Кулджит, 26-летняя актриса и фотомодель Нафиса Джозеф, также повесилась.